# Vilares de Vilariça
Vilares de Vilariça es una freguesia portuguesa del municipio de Alfândega da Fé, con 14,49 km² de área y 314 habitantes (2001). Densidad de población: 21,7 hab/km².